# Hana Usui
Hana Usui (jap. ウスイ　ハナ, Usui Hana, * 17. April 1974 in Tokio) ist eine japanische Künstlerin.

## Leben
Hana Usui studierte Kunstgeschichte an der Waseda-Universität in Tokio und erlernte etwa zwanzig Jahre lang bei japanischen Meistern Kalligraphie. 1999 verließ sie den „Weg des Schreibens“, sie löste sich gänzlich vom Schriftzeichnen und widmete sich seitdem der Freien Bildenden Kunst. Für ihre abstrakten Zeichnungen verwendet sie weiße und schwarze Ölfarbe. Die Tusche dient nunmehr ausschließlich der Hintergrundgestaltung ihrer Kompositionen auf Papier. Ab 2000 war sie vorwiegend in Berlin tätig. Seit 2011 lebt und arbeitet sie in Wien und Bozen.
„Von ihrem Ausgangspunkt in der japanischen Kalligraphie löste sich Hana Usui, ohne deren geistigen und formalen Grundlagen gänzlich aufzugeben, immer mehr, um zu einer freien, bei aller Reduktion außerordentlich variationsreichen Linienbildung zu finden. Diese kann zu stärkeren Konzentrationen führen, äußerster Verknappung, graphischer Klarheit oder linearem rhythmischem Spiel bis zum markanten gestischen Ausdruck. Hierzu gehört das Verhältnis von zeichnerischer Gestalt und freiem Raum und die dadurch erzeugte Spannung. Eine Bedeutungsebene wird nie ganz aufgegeben, zeichenhafte und bezeichnende Vorstellungen schwingen in unterschiedlicher Ausprägung mit, die aber immer unaufdringlich bleiben. Zusätzlich führt die Verwendung der Ölfarbe zu einer Intensivierung des graphischen Bildes wie die Tuschlavierung auf einem zweiten, der Zeichnung unterlegten Blatt den räumlichen und malerischen Reichtum steigert. Diese Vielfalt der zeichnerischen Möglichkeiten und die allen Blättern eingeschriebene Offenheit stehen ganz im Dienst der stilistischen Einheit des zeichnerischen Werks.“

## Einzelausstellungen (Auswahl)
- 2019 Vienna Art Week: Bei Uns, WOP – Works on Paper, Wien / AT[3][4][5]
- 2018 An das Leben, Artcurial Austria, Wien / AT[6][7]
- 2018 Black End, Galerie Dittmar, Berlin / DE[8][9]
- 2016 High & Slow, mit Thilo Westermann, Kunsthaus Kaufbeuren / DE[10][11][12]
- 2015 Schwarzer Regen, Bildraum 01, Wien / AT[13][14]
- 2015 Hana Usui – Arbeiten auf Papier, Galerie Dittmar, Berlin / DE[15][16]
- 2015 Hana Usui – Arbeiten auf Papier, Galerie Daniela und Cora Hölzl – EY5, Düsseldorf / DE[17]
- 2013  Hana Usui – Zeichnungen, Galerie Dittmar, Berlin / DE[18][19]
- 2012 Vienna Art Week: Hana Usui. Drawings on paper 2006–2012, Kunsthalle Wien Karlsplatz / AT (Katalogpräsentation und Werkschau)[20][21]
- 2009 Prace na papierze / Works on Paper, Museum der Japanischen Kunst und Technik Manggha, Krakau / PL[22][23]
- 2009 Eine Linie ist eine Linie, mit Friederike Maltz, Essenheimer Kunstverein / DE[24]
- 2009 Arbeiten auf Papier, Galerie Waidspeicher im Haus zum Güldenen Krönbacken, Kommunale Galerie in Erfurt / DE[25][26]
- 2008 Von der japanischen Kalligrafie zur freien Kunst, Schwartzsche Villa, Kommunale Galerie in Berlin / DE[27][28]
- 2008 Open Art: Kiku, Galerie Lichtpunkt, München / DE[29]
- 2008 Kataru Sen – Disegno a cacciavite, 41 artecontemporanea, Turin / IT[30][31]
- 2007 Asien-Pazifik Wochen: Negativ, Galerie oko, Berlin / DE[32][33]
- 2006 Arbeiten auf Papier und Objekte, mit Michel Sauer, Kunstkontor Rampoldt, Berlin / DE[34]
- 2005 Einsamkeit in Berlin, Galerie oko, Berlin / DE[35]
- 2002 Kuso Galleria, Tokio / JP[36]
- 1998 Kuso Galleria, Tokio / JP[37]

## Gruppenausstellungen (Auswahl)
- 2019 Japan Unlimited, frei_raum Q21 exhibition space MuseumsQuartier Wien / AT[38][39][40][41][42][43]
- 2019 Arbeiten aus der Sammlung, Stadtmuseum Rimini / IT[44][45]
- 2018 Zeige mir deine Wunde, Dom Museum Wien / AT (bis 2019)[46][47][48][49]
- 2017 Arbeiten aus der Sammlung des Kupferstichkabinetts, Kunsthalle Bremen / DE[50][51]
- 2017 Parallel Vienna: Parallel und konkordant / AT[52][53]
- 2016 Zeichnungsbiennale: Profili del mondo: L'umano paesaggio da Guido Reni a Kiki Smith, FAR – Fabbrica Arte Rimini, Stadtmuseum Rimini / IT[54]
- 2016 Parallel Vienna: Border Crossing / AT[55][56]
- 2015 Vienna Art Week: Perpetuum Mobile, Garage – Kunst Haus Wien / AT[57][58][59]
- 2014 Salotto.Vienna Wiener Kunstsalon präsentiert vom MAK – Österreichisches Museum für Angewandte Kunst / Gegenwartskunst, ex Pescheria – Salone degli Incanti, Triest / IT (Präsentation und Performance mit Casaluce Geiger)[60]
- 2014 Vienna Art Week: No more Fukushimas, Marcello Farabegoli Projects im Verein08, Wien / AT[61][62][63]
- 2013 At the Nexus of Painting and Writing, Seoul Arts Center / KR[64][65][66]
- 2011 Vom Esprit der Gesten. Hans Hartung, das Informel und die Folgen, Gut Altenkamp, Papenburg / DE[67]
- 2010 Vom Esprit der Gesten. Hans Hartung, das Informel und die Folgen, Kupferstichkabinett – Staatliche Museen zu Berlin / DE[68][69]
- 2010 KAMI. Silence-Action. Japanische Kunst der Gegenwart auf Papier, Kupferstich-Kabinett – Staatliche Kunstsammlungen Dresden / DE[70]
- 2010 Art to GO II, Kommunale Galerie Berlin / DE
- 2009 Sensai / Weiss – die Reinheit der Form in der japanischen Kunst, Museum Residenzgalerie Salzburg / AT[71]
- 2008 Parallelveranstaltung der Manifesta 7: the pix of signs, Stadtgalerie Bozen / IT[72]
- 2005 Japan Now, Manggha Center of Japanese Art and Technology – The National Museum in Krakow / JP[73]
- 1994–98 Tokio Metropolitan Art Museum / AT

## Sammlungen (Auswahl)
- Akademie der bildenden Künste Wien – Kupferstichkabinett / AT[74]
- Albertina, Wien / AT[75]
- Angermuseum Erfurt / DE
- Auswärtiges Amt der Bundesrepublik Deutschland
- Berlinische Galerie – Landesmuseum für Moderne Kunst, Fotografie und Architektur, Berlin / DE[76]
- Dom Museum Wien – Otto Mauer Contemporary / AT
- Kommunale Galerie Berlin / DE
- Kunsthalle Bremen / DE[77][78]
- Museo della Cittá di Rimini / IT[79][80]
- Museum der Japanischen Kunst und Technik Manggha, Krakau / PL
- Museum Kunstpalast, Düsseldorf / DE[81]
- Museum der Moderne Salzburg / AT
- Neuer Berliner Kunstverein / DE[82]
- Neue Nationalgalerie, Berlin / DE
- Staatliche Kunstsammlungen Dresden – Kupferstich-Kabinett / DE
- Staatliche Museen zu Berlin – Kupferstichkabinett / DE
- Zentral- und Landesbibliothek Berlin / DE[83][84]

## Bibliografie (Auswahl)
- Niklas Maak: Linientreu: Die Japanische Malerin Hana Usui bei Oko Berlin. In: Frankfurter Allgemeinen Zeitung, 26. Februar 2006
- Brigitte Hammer: Ein schwarzer Strich setzt eine ganze Welt – Gedanken zu einigen Arbeiten von Hana USUI. In: Hana USUI, Hrsg. Galerie oko und Kunstkontor Rampoldt, Berlin, 2006
- Marcello Farabegoli: Von der Japanischen Kalligraphie zur freien Kunst – Arbeiten auf Papier von Hana Usui, In: Von der japanischen Kalligrafie zur freien Kunst: Arbeiten auf Papier von Hana Usui. Hrsg. Bezirksamt Steglitz-Zehlendorf, Berlin, 2008
- Niklas Maak: Linien, die in die Zukunft führen. In: Frankfurter Allgemeinen Zeitung, 26. August 2010
- Bernhard Maaz: Affektstrich und Explosionsblatt. In: Hana Usui - Drawings on paper 2006–2012, Hrsg. Marcello Farabegoli, Wien, 2012
- Andreas Schalhorn: Der Linie auf der Spur – Zu den Zeichnungen von Hana Usui. In: Hana Usui - Drawings on paper 2006–2012, Hrsg. Marcello Farabegoli, Wien, 2012
- Niklas Maak: Kunstwerk der Woche: „Hana Usuis Fukushima-Bild“. In: Frankfurter Allgemeine Sonntagszeitung, 9. August 2015
- Peter Dittmar: Einleitung. In: Hana Usui, Hrsg. Galerie Dittmar, Berlin, 2015.
- Michael Astroh: Zwischen Zeichnung und Malerei. Zur Bildgestaltung im Werk von Hana Usui. In: Hana Usui, Hrsg. Galerie Dittmar, Berlin, 2015
- Reinhard Ermen: Zeichen zur Zeit: Hana Usui. In: KUNSTFORUM international, Vol. 253, April-May 2018.
- Marietta Mautner Markhof: Hana Usui – Schwarzer Regen: In: Hana Usui, Hrsg. Galerie Dittmar, Berlin, 2015 und in: Hana Usui: Politische und sozialkritische Arbeiten 2014–2019 / Political and sociocritical works 2014–2019, Hrsg. Marcello Farabegoli Projects, Wien, 2019
- Bernhard Maaz: Exerzitien in Schwarz und Weiß: Zur Kunst von Hana Usui und Thilo Westermann. In: High & Slow: Hana Usui - Thilo Westermann, Hrsg. Kunsthaus Kaufbeuren, Kaufbeuren, 2016
- Anne Buschhoff: Hana Usui. Vom Weg des Schreibens zu Wegen der Zeichnung. In: High & Slow: Hana Usui - Thilo Westermann, Hrsg. Kunsthaus Kaufbeuren, Kaufbeuren, 2016
- Monika Knofler: Abstraktion als Code, In: fair – Magazin für Kunst und Architektur, 01/2018 und in: Hana Usui: Politische und sozialkritische Arbeiten 2014–2019 / Political and sociocritical works 2014–2019, Hrsg. Marcello Farabegoli Projects, Wien, 2019
- Nina Schedlmayer: Menschen aus Papier. Hana Usuis Werkkomplex zur Todesstrafe in Japan. In: Hana Usui: Politische und sozialkritische Arbeiten 2014–2019 / Political and sociocritical works 2014–2019, Hrsg. Marcello Farabegoli Projects, Wien, 2019
- Liesa Nonami: Hana Usui – An das Leben. In: Hana Usui: Politische und sozialkritische Arbeiten 2014–2019 / Political and sociocritical works 2014–2019, Hrsg. Marcello Farabegoli Projects, Wien, 2019
- Klaus Speidel: Spuren zur Diskriminierung im urbanen Raum. Eine praktische Semiotik der Ausgrenzung. In: Hana Usui: Politische und sozialkritische Arbeiten 2014–2019 / Political and sociocritical works 2014–2019, Hrsg. Marcello Farabegoli Projects, Wien, 2019
- Konrad Paul Liesmann: Menschengemachte Menschenleere. Zum Fukushima-Zyklus von Hana Usui: In: Hana Usui: Politische und sozialkritische Arbeiten 2014–2019 / Political and sociocritical works 2014–2019, Hrsg. Marcello Farabegoli Projects, Wien, 2019